# 泸州东站
泸州东站位于中国四川省泸州市泸县境内，是渝昆高速铁路中间站，站台规模为2台4线，站房建筑面积1.2万平方米。

## 建设历程
2021年1月20日，泸州东站开工建设。